# Americano FC (Campos dos Goytacazes)

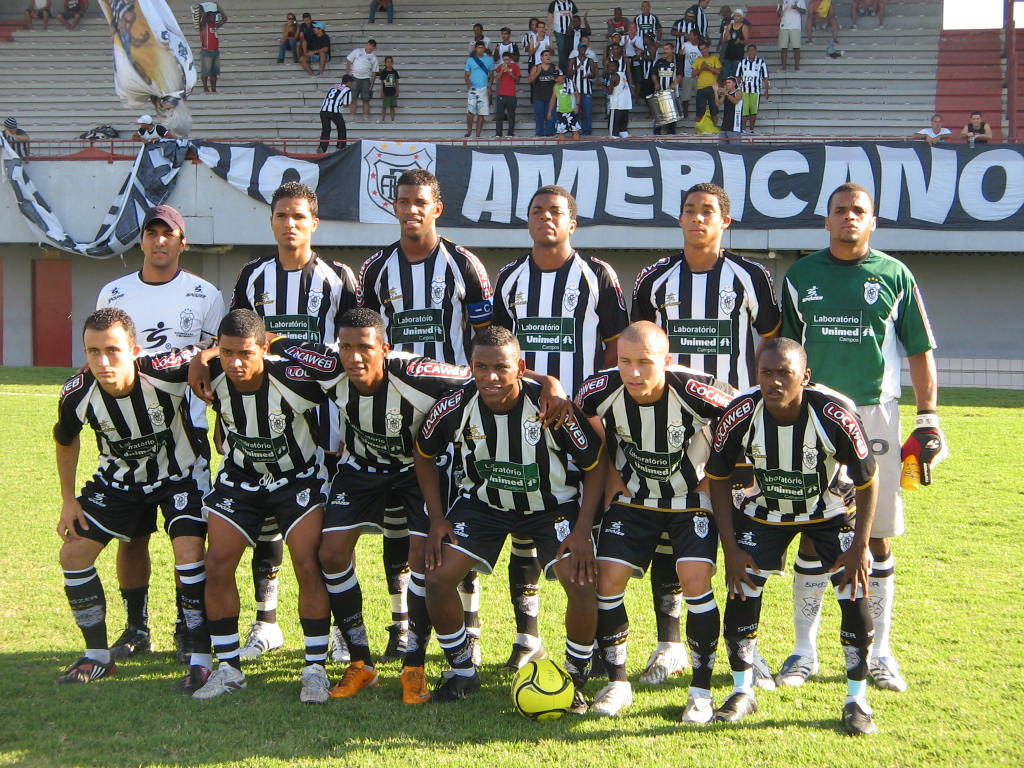
Team van 2008

Americano FC is een Braziliaanse voetbalclub uit Campos dos Goytacazes in de staat Rio de Janeiro. Aartsrivaal van de club is stadsgenoot Goytacaz FC.

## Geschiedenis
De club werd op 1 juni 1914 opgericht. De club zou normaal de naam America FC aannemen, naar de club America FC uit Rio de Janeiro. In 2002 won de club zowel de Taça Guanabara als de Taça Rio, maar verloor de finale van het Campeonato Carioca van Fluminense FC.

## Erelijst
Campeonato Fluminense
1964, 1965, 1968, 1969, 1975
Copa Rio
2018
Taça Guanabara
2002
Taça Rio
2002
Campeonato da Cidade de Campos
1915, 1919, 1921, 1922, 1923, 1925, 1930, 1934, 1935, 1939, 1944, 1946, 1947, 1950, 1954, 1964, 1965, 1967, 1968, 1969, 1970, 1971, 1972, 1973, 1974, 1975, 1977

## Bekende ex-spelers
- Léo
- Mário Tilico